# Deflátor HDP
Deflátor HDP je nejkomplexnější z cenových indexů, kterými se měří míra inflace v ekonomice.
Deflátor HDP není založen na spotřebním koši, jako jiné cenové indexy (např. index spotřebitelských cen), ale zahrnuje v sobě změnu cen všech statků v ekonomice. Je počítán na základě množství zboží v běžném období, jedná se tedy o tzv. Paascheho index. Pro určení dopadu inflace na spotřebitele resp. výrobce je vhodnější použít odpovídající cenové indexy – index spotřebitelských cen (CPI – Consumer Price Index), resp. index cen výrobců (PPI – Producer Price Index).

## Výpočet deflátoru
Pro výpočet deflátoru se používá vzorec:
{\displaystyle defl{\acute {a}}torHDP={\frac {HDP\cdot P_{t}}{HDP\cdot P_{0}}}\cdot 100},
kde
- {\displaystyle HDP\cdot P_{t}} je HDP měřený v cenách běžného období (nominální HDP),
- {\displaystyle HDP\cdot P_{0}} je HDP měřený v cenách základního období (reálný HDP).

Alternativní zápis tohoto vzorce je:
{\displaystyle defl{\acute {a}}torHDP={\frac {HDP\cdot P_{t}}{HDP\cdot P_{0}}}={\frac {\sum {p_{t}^{i}\cdot q_{t}^{i}}}{\sum {p_{0}^{i}\cdot q_{t}^{i}}}}\cdot 100},
kde
- {\displaystyle p_{0}^{i}} je cena i-tého zboží v základním období,
- {\displaystyle p_{t}^{i}} je cena i-tého zboží v běžném období,
- {\displaystyle q_{t}^{i}} je množství i-tého zboží v běžném období.

## Česká ekonomika
Podle údajů ČSÚ  Archivováno 28. 7. 2010 na Wayback Machine. a Makroekonomické predikce MFČR byly hodnoty deflátoru HDP pro českou ekonomiku v minulých letech následující:
| Rok                        | 1996 | 1997 | 1998 | 1999 | 2000 | 2001 | 2002 | 2003 | 2004 | 2005 | 2006 | 2007 | 2008 | 2009 | 2010 | 2011 | 2012 | 2013 | 2014 | 2015 | 2016 | 2017 | 2018 | 2019 | 2020 | 2021 | 2022 |
| Meziroční deflátor HDP [%] | 9,9  | 7,9  | 9,7  | 2,5  | 1,4  | 4,6  | 2,6  | 0,9  | 4,0  | -0,3 | 0,5  | 3,3  | 1,9  | 2,6  | -1,5 | -0,2 | 1,4  | 1,7  | 2,5  | 1,2  | 1,3  | 1,4  | 2,6  | 3,9  | 4,4  | 4,0  | 6,9  |